# Sucker (노래)
〈Sucker〉는 밴드 조나스 브라더스의 노래이다. 다섯 번째 정규 앨범 《Happiness Begins》의 리드 싱글이며, 2019년 밴드 재결합 후 6년 만에 발매한 곡이다. 빌보드 핫 100 1위와 영국 싱글 차트 4위를 한 곡이다. 미국 음반 산업 협회(RIAA) 인증 플래티넘 등급을 받은 곡이다.